# Alchemilla aphanoides
Alchemilla aphanoides é uma espécie de rosácea do gênero Alchemilla, pertencente à família Rosaceae.